# Waldenhof (Ottenbach)
Der Waldenhof ist eine Ortslage der Gemeinde Ottenbach im Landkreis Göppingen in Baden-Württemberg.
Der Einzelhof mit drei Hausnummern steht nahe der Südspitze des Gebietes der Gemeinde südsüdwestlich ihres namengebenden Hauptorts am linken Unterhang des Kitzenbachtales auf etwa 480 m ü. NHN. Er besteht aus einem Haupthaus, mehreren Stallungen, einer Reithalle und kleineren Nebengebäuden. Neben dem landwirtschaftlichen Betrieb wird er als Gestüt genutzt. Der Ort liegt an der Straße vom Ottenbacher Weiler Kitzen zum Salacher Weiler Bärenbach.
Der  Kitzenbach entsteht östlich des Waldenhofs über dem anschließend durchflossenen Seehölzle noch auf Donzdorfer Stadtgebiet auf etwa 468 m ü. NHN, wendet sich zu Füßen des Waldenhof auf nordwestlichen Lauf und mündet in Ottenbach von links in die Krumm.